# إيفان مرازك
إيفان مرازك (و. 1926 – 2019 م) هو مدرب كرة سلة، ولاعب كرة سلة تشيكوسلوفاكي، ولد في برنو، شارك في كرة السلة في الألعاب الأولمبية الصيفية 1948 ‏، وكرة السلة في الألعاب الأولمبية الصيفية 1952 ‏، وكرة السلة في الألعاب الأولمبية الصيفية 1960 ‏، مركز لعبه هو هجوم خلفي، توفي في برنو، عن عمر يناهز 93 عاماً.

## جوائز
حصل على جوائز منها:

South Moravian Region Award ‏ (2013)

## روابط خارجية
- إيفان مرازك على موقع الاتحاد الدولي لكرة السلة (الإنجليزية)
- إيفان مرازك على موقع سبورتس رفرنس (الإنجليزية)
- إيفان مرازك على موقع اللجنة الأولمبية الدولية (الإنجليزية)
- إيفان مرازك على موقع أوليمبيديا (الإنجليزية)
- إيفان مرازك على موقع اللجنة الأولمبية التشيكية (التشيكية)